# Hydromorphus concolor
Hydromorphus concolor  es una especie de serpiente que pertenece a la familia Dipsadidae.
Es nativo de Guatemala, Honduras, Nicaragua, Costa Rica, y Panamá; probablemente en la zona adyacente de Colombia. Su hábitat natural se compone de bosque húmedo donde suele encontrarse dentro en cerca de arroyos. Se desplaza sobre tierra durante fuertes lluvias. Su rango altitudinal oscila entre 0 y 1500 m s. n. m.. Es una serpiente terrestre y semiacuática.